# RDS
RDS je kratica za Radio Data System, komunikacijski protokol za prilaganje majhnih količin podatkov med oddajane radijske vsebine. RDS standardizira več tipov posredovanih informacij in vključuje podatke o času, identifikacijo radijske postaje in programske podatke. Standard je začel razvijati kot projekt Evropske radiodifuzne zveze (EBU) in nato postal mednarodni standard Mednarodne elektrotehnične komisije (IEC).